# Asamblea del Pueblo de Karacháyevo-Cherkesia
La Asamblea del Pueblo de Karacháveyo-Cherkesia (en ruso: Народное Собрание Карачаево-Черкесской Республики) es el órgano legislativo de la República de Karacháyevo-Cherkesia, una de las 22 repúblicas de Rusia.
Este parlamento regional es unicameral y ostenta la máxima representación de la autoridad legislativa de Karacháveyo-Cherkesia. Las bases legales de su poder se recogen en el decreto que realizó el Consejo Supremo de la República de Karacháveyo (el ente sucesor del soviét de la RSS de Karacháveyo y antecesor de la propia Asamblea del Pueblo).

## Elección
La Asamblea del Pueblo se compone de 50 diputados de la República de Karacháyevo-Cherkesia. Bajo la ley actual, 25 personas son elegidos en circunscripciones de mandato único. En este caso, los electores votan por una persona en particular. La otra mitad de los miembros de la Asamblea Nacional se elige de acuerdo a las listas electorales de los partidos políticos. En este caso, los electores votan al partido. Sobre la base de los resultados de toda la república, cada partido debe superar un mínimo de porcentaje en ambas circunscripciones y, de superarlo, obtienen el número de escaños correspondiente al número de votos recibidos.3
Los diputados son elegidos para los períodos legislativos completos, lo que en Karacháyevo-Cherkesia supone 5 años. Cualquier ciudadano de la república mayor de 21 años y que no se le haya negado el derecho a voto puede presentarse para diputado.

## Funciones
La tarea principal de una estructura parlamentaria de Karacháyevo-Cherkesia es la creación de la base legislativa de la República, la elección del Jefe de la República de Karacháyevo-Cherkesia y el control sobre sus estructuras gubernamentales de implementación.

## Composición

### Funcionamiento
El trabajo de la Asamblea del Pueblo está encabezado por el presidente y sus adjuntos. El presidente de la V Legislatura es Alexander Ivanov.
El trabajo de los diputados de la Asamblea se lleva a cabo en el marco de comités y comisiones.

### V Legislatura (2014-2019)
| Facciones políticas en la Asamblea Estatal de Karacháyevo-Cherkesia |                 |       |         |
| Facción/Partido                                                     | Facción/Partido | Líder | Escaños |
| Rusia Unida                                                         |                 |       | 37      |
| Yábloko                                                             |                 |       | 5       |
| Rusia Justa                                                         |                 |       | 3       |
| Patriotas de Rusia                                                  |                 |       | 3       |
| Partido Liberal-Demócrata de Rusia                                  |                 |       | 2       |

### Legislaturas anteriores
IV Legislatura (2009-2014)
En esta legislatura, la Asamblea del Pueblo de Karacháyevo-Cherkesia contaba con 65 diputados.
| Facciones políticas en la Asamblea Estatal de Karacháyevo-Cherkesia |                 |       |         |
| Facción/Partido                                                     | Facción/Partido | Líder | Escaños |
| Rusia Unida                                                         |                 |       | 48      |
| Rusia Justa                                                         |                 |       | 6       |
| Yábloko                                                             |                 |       | 5       |
| Patriotas de Rusia                                                  |                 |       | 4       |
| No alineados                                                        |                 |       | 2       |